# Zhubei
Zhubei (chiń. 竹北; pinyin Zhúběi; pe̍h-ōe-jī Tek-pak) – miasto w północno-zachodnim Tajwanie, w powiecie Xinzhu, nad Cieśniną Tajwańską. W 2010 roku miasto liczyło 141 852 mieszkańców.